# Savannakhet (provincija)
Savannakhet (laoški: ສະຫວັນນະເຂດ) je jedna od šesnaest provincija u Laosu.

## Zemljopis
Provincija se nalazi u južnom dijelu zemlje, prostire se na 21.774 km2.  Susjedne laoške provincije su Khammouane na sjeveru i Salavan na jugu. Pokrajina na istoku graniči s Vijetnamom, a na zapadu s Tajlandom.

## Demografija
Prema podacima iz 2005. godine u provinciji živi 825.879 stanovnika, dok je prosječna gustoća naseljenosti 38 stanovnika na km². Središte provincije je u gradu Savannakhetu u kojem živi oko 120.000 stanovnika. Od etničkih skupina u regiji žive Nizinski Laoi, Phouthai, Thai Dam, Katangi, Mongkongi, Vali, Lavai, Soui, Kapoi, Kaleungi i Ta-oi. Međutim u popisu stanovništva iz 2000. godine, samo tri etničke skupine su navedene Nizinski Lao, Phouthai i Broui. Te tri skupine su jedine priznate od strane pokrajinske vlade. 

## Administrativna podjela
Provincija je podjeljena na petnaest distrikta.
| karta | kod                                    | ime | laoški |
| ----- | -------------------------------------- | --- | ------ |
|       |                                        |     |        |
| 13-01 | Kaysone Phomvihane, bivši Khanthabouly |     |        |
| 13-02 | Outhoumphone                           |     |        |
| 13-03 | Atsaphangthong                         |     |        |
| 13-04 | Phine                                  |     |        |
| 13-05 | Sepone                                 |     |        |
| 13-06 | Nong                                   |     |        |
| 13-07 | Thapangthong                           |     |        |
| 13-08 | Songkhone                              |     |        |
| 13-09 | Champhone                              |     |        |
| 13-10 | Xonnabouly                             |     |        |
| 13-11 | Xaybuly                                |     |        |
| 13-12 | Vilabuly                               |     |        |
| 13-13 | Atsaphone                              |     |        |
| 13–14 | Xayphouthong                           |     |        |
| 13–15 | Phalanxay                              |     |        |